# دغوبایزید

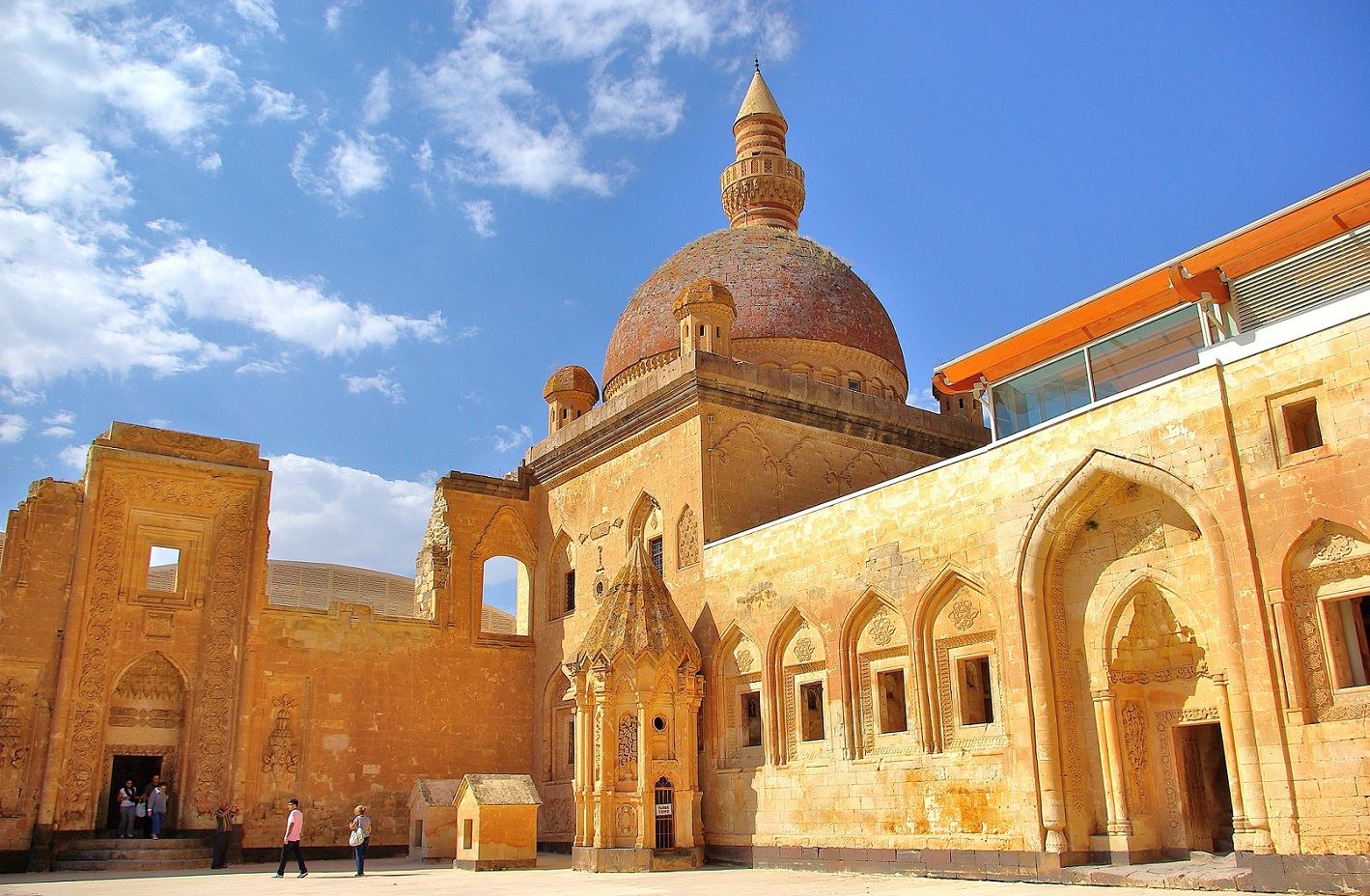
سرای اسحاق پاشا

دُغوبایَزید (ترکی استانبولی: Doğubayazıt؛ کردی: Bazîd؛ ارمنی: Դարույնք') شهری است در شرق ترکیه نزدیک به مرز ایران. دغوبایزید در ۱۵ کیلومتری جنوب باختری کوه آرارات، ۳۵ کیلومتری مرز ایران و ۹۳ کیلومتری خاور شهر آغری قرار دارد. جمعیت آن در سال ۲۰۰۹ برابر با ۶۶٬۴۲۳ نفر و اکثریت مردم این شهر را کردها تشکیل می دهند و با شمارش حومه برابر با ۱۱۱٫۶۴۰ نفر و مساحت آن ۲۳۸۳ کیلومتر مربع بود. 

## احمد خانی
احمد خانی (1650–1707) شاعر، فیلسوف و اندیشمند برجستهٔ کورد، زاده حکاری بود او بعد از مدتی ساکن شهر بایزید شد و تا آخر عمر در آنجا ماند . او با نگارش اثر حماسی و نمادین مم و زین، از نخستین چهره‌هایی‌ست که ایدهٔ ملی‌گرایی کردی را به‌روشنی و با زبان فرهنگی و ادبی مطرح کرد. خانی با بهره‌گیری از زبان کردی کرمانجی و مضامین عرفانی و سیاسی، به برجسته‌سازی هویت قومی کردها و نیاز به اتحاد سیاسی میان آنان پرداخت. نقش او در شکل‌دهی به خودآگاهی ملی کردها، جایگاه ویژه‌ای برای شهر بایزید در تاریخ فرهنگی کردستان رقم زده است.

## پیشینه
شهر دغوبایزید در قدیم به خاطر نزدیکی آن به مرز ایران همواره از اهمیت بیشتری نسبت به امروز برخوردار بود.
این منطقه از زمان پادشاهی اورارتو (۲۷۰۰ سال پیش) مسکونی بوده و پیش از روزگار عثمانی با نام ارمنی خود, دارویْنْک (ارمنی: Դարույնք) نامیده می‌شد. در سدهٔ چهارم میلادی این منطقه صحنه کشمکش میان ساسانیان و خاندان ارمنی باگراتونی بود و شاهان باگراتونی دژ داروینک را بازسازی کردند. در روزگاران بعد این شهر به دست ایرانیان، رومی‌ها، اعراب و بیزانسی‌ها تسخیر شد و به عنوان لشکرگاهی برای ادامه لشکرکشی بر فراز کوه‌ها به‌شمار می‌آمد.
مردمان ترک‌زبان برای نخستین بار در سال ۱۰۶۴ میلادی به منطقه وارد شدند و پس از آن‌ها مغول‌ها به منطقه آمدند. دژ داروینک در جریان درگیری‌ها بارها ویران و بازسازی شد که یکی از این بازسازی‌ها در سال ۱۳۷۴ میلادی توسط جنگ‌سالار ترک، شهزاده بایزید جلایری صورت گرفت.
بعدها در سدهٔ شانزدهم نام خود شهر نیز به بایزید تغییر یافت.
این شهر در سال ۱۵۱۴ به دست عثمانیان افتاد و سرای اسحاق‌پاشا از بناهای یادگار این دوره است. این شهر در سال‌های ۱۸۲۱–۱۸۲۲ شاهد جنگ میان عثمانی و ایران بود و در سال ۱۸۵۶ مورد یورش روس‌ها قرار گرفت. بایزید در این جنگ‌ها به تصرف روسیه درآمد و بعداً با واپس‌نشینی روس‌ها جمعیت ارمنی آن نیز شهر را ترک کرده و به ارمنستان کوچیدند. آن‌ها در نزدیکی دریاچه سوان روستای بایزید نو (گاوار امروزی) را بنا نهادند.
شهر بایزید که در طول تاریخ محل سکونت اقوام مختلفی مانند کورد ها و ارمنی ها بوده است .در سال ۱۹۳۰ توسط ارتش ترکیه ویران شد و جمعیت ارمنی ها یا کشته شدند یا مهاجرت کردند و به این دلیل کوردها  امروزه اکثریت جمعیت را تشکیل میدهند .
در جریان جنگ جهانی یکم، نسل‌کشی ارمنی‌ها و جنگ استقلال ترکیه این شهر با ویرانی‌های بیشتری روبه‌رو شد و در دههٔ ۱۹۳۰ شهر جدیدی در کنار آن ساخته شد که دغوبایزید (به معنی بایزید شرقی) نامیده شد.
آب‌وهوای آن در زمستان خشک و سرد و در تابستان خشک و گرم است.

## گردشگری
از اماکن تاریخی دغوبایزید می‌توان از سرای اسحاق پاشا و آرامگاه احمد خانی نام برد.
یک سازند زمین‌شناسی واقع در منطقه دغوبایزید به عنوان باقی‌مانده کشتی نوح معرفی شده است که مورد توجه زمین‌شناسان و بازدیدکنندگان قرار گرفته است.